# Renneville (Eure)
Pour les articles homonymes, voir Renneville.
Renneville est une commune française située dans le département de l'Eure, en région Normandie.

## Géographie

### Localisation
Renneville, commune située dans le département de l'Eure, appartient au canton de Romilly-sur-Andelle et à l'arrondissement des Andelys. Elle se situe géographiquement à une altitude de 130 mètres environ sur une superficie de plus de 600 hectares (6,3 km2). Ses habitants s'appellent les Rennevillais.
Renneville porte le code Insee 27488 et est associée au code postal 27910.
|                                 | Letteguives |                                 |
| Fresne-le-Plan (Seine-Maritime) | Renneville  | Perriers-sur-Andelle Vandrimare |
| Bourg-Beaudouin                 | Radepont    | Vandrimare                      |

### Hydrographie
La commune est située dans le bassin Seine-Normandie. Elle n'est drainée par aucun cours d'eau,.

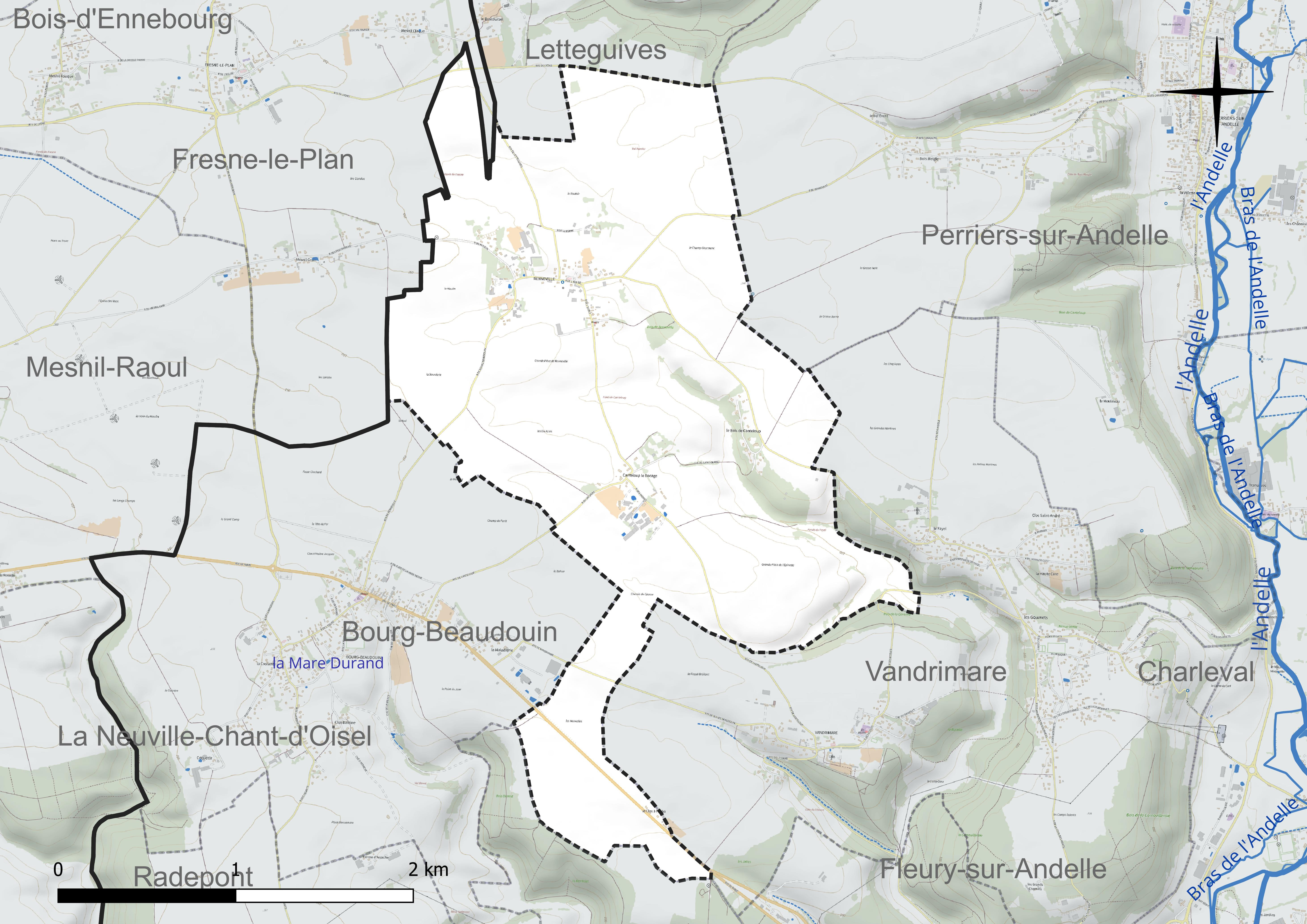
Réseau hydrographique de Renneville.

### Climat
Pour des articles plus généraux, voir Climat de la Normandie et Climat de l'Eure.
En 2010, le climat de la commune est de type climat océanique dégradé des plaines du Centre et du Nord, selon une étude du CNRS s'appuyant sur une série de données couvrant la période 1971-2000. En 2020, Météo-France publie une typologie des climats de la France métropolitaine dans laquelle la commune est exposée à un climat océanique et est dans la région climatique  Côtes de la Manche orientale, caractérisée par un faible ensoleillement (1 550 h/an) ; forte humidité de l’air (plus de 20 h/jour avec humidité relative > 80 % en hiver), vents forts fréquents. Parallèlement le GIEC normand, un groupe régional d’experts sur le climat, différencie quant à lui, dans une étude de 2020, trois grands types de climats pour la région Normandie, nuancés à une échelle plus fine par les facteurs géographiques locaux. La commune est, selon ce zonage, exposée à un « climat maritime », correspondant au Pays de Caux, frais, humide et pluvieux, légèrement plus frais que dans le Cotentin.
Pour la période 1971-2000, la température annuelle moyenne est de 10,3 °C, avec  une amplitude thermique annuelle de 13,9 °C. Le cumul annuel moyen de précipitations est de 808 mm, avec 12,8 jours de précipitations en janvier et 8,5 jours en juillet. Pour la période 1991-2020, la température moyenne annuelle observée sur la station météorologique la plus proche, située sur la commune de Boos à 9 km à vol d'oiseau, est de 10,9 °C et le cumul annuel moyen de précipitations est de 847,5 mm,. Pour l'avenir, les paramètres climatiques de la commune estimés pour 2050 selon différents scénarios d’émission de gaz à effet de serre sont consultables sur un site dédié publié par Météo-France en novembre 2022.

## Urbanisme

### Typologie
Au 1er janvier 2024, Renneville est catégorisée commune rurale à habitat dispersé, selon la nouvelle grille communale de densité à 7 niveaux définie par l'Insee en 2022.
Elle est située hors unité urbaine. Par ailleurs la commune fait partie de l'aire d'attraction de Rouen, dont elle est une commune de la couronne,. Cette aire, qui regroupe 317 communes, est catégorisée dans les aires de 200 000 à moins de 700 000 habitants,.

### Occupation des sols
L'occupation des sols de la commune, telle qu'elle ressort de la base de données européenne d’occupation biophysique des sols Corine Land Cover (CLC), est marquée par l'importance des territoires agricoles (100 % en 2018), une proportion identique à celle de 1990 (100 %). La répartition détaillée en 2018 est la suivante : 
terres arables (78,8 %), zones agricoles hétérogènes (20,9 %), prairies (0,3 %). L'évolution de l’occupation des sols de la commune et de ses infrastructures peut être observée sur les différentes représentations cartographiques du territoire : la carte de Cassini (XVIIIe siècle), la carte d'état-major (1820-1866) et les cartes ou photos aériennes de l'IGN pour la période actuelle (1950 à aujourd'hui).

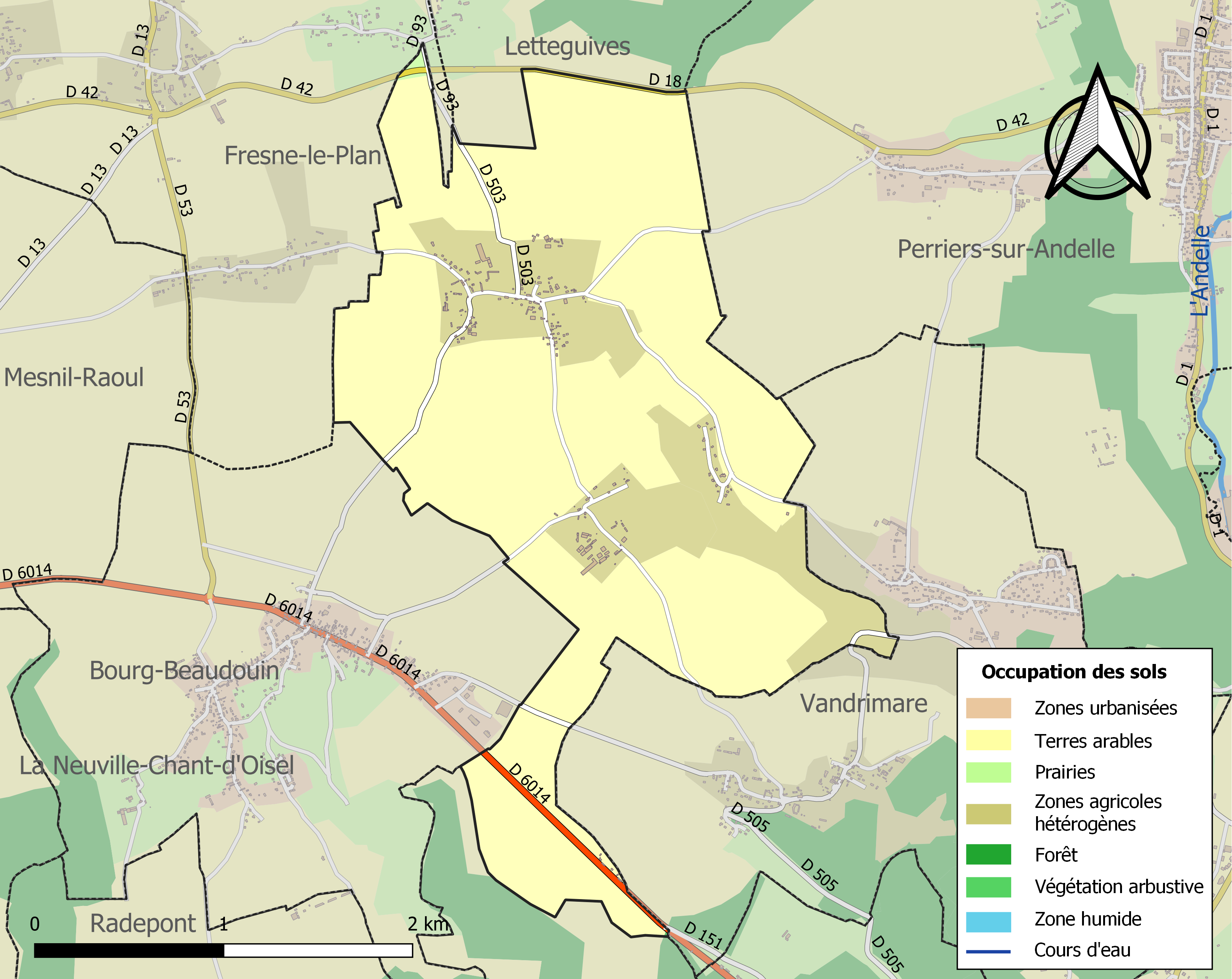
Carte des infrastructures et de l'occupation des sols de la commune en 2018 (CLC).

## Toponymie
Selon Ernest Poret de Blosseville, le nom de la localité est attesté sous les formes Ernolt ou Ernoldi villa (sans date, L. P.); Ernoltvilla au XIe siècle (charte de Robert Ier); Ernivilla au XIIe siècle (cartulaire de Mortemer); Hernevilla en 1248; Ernevilla en 1251 (L. P.); Erneville (dans tous les anciens titres en langue vulgaire); Erneville ou Renéville en 1738 (Saas),.
D'après François de Beaurepaire : Raneville en 1205; Regnevilla en 1212; Renavilla en 1226, formes qu'E. Poret attribue, lui, à un hameau de Sainte-Colombe-la-Campagne et siège de la Commanderie de Saint-Étienne-de-Renneville.
Dans tous les cas, il s'agit d'une formation toponymique médiévale en -ville au sens ancien de « domaine rural », appellatif toponymique précédé d'un nom de personne germanique continental, ou [anglo-]scandinave.
Dans le premier cas, on peut reconnaître l'anthroponyme germanique occidental Arnold / Arnoald (noté Arnoldus par certains auteurs) et norois Arnaldr (vieux danois Arnold). L'élément germanique -ald est généralement traité en -old (> -out / -oux) en Normandie
cf. Arnout au lieu d’Arnaud ou Thibouville (Eure) « Thibauville ». L'action fermante de r est régulière et a donné par exemple ergent en dialecte normand, d'où Arn- > Ern-, ensuite s'est produit une métathèse de r, d'où Ern- > Ren-. Albert Dauzat évoque plus simplement un nom de personne germanique Ernold, cependant il semble moins fréquemment attesté que sous la forme Ernald (> Ernaud), notamment en Grande-Bretagne après la conquête normande, mais aussi ailleurs, par exemple, un certain Arnaud (ou Ernald) de Bonneval est cité comme biographe de Bernard de Clairvaux. Il existe un autre exemple qui illustre la métathèse du r dans un nom de lieu analogue du pays de Caux, Erneville (Cany-Barville), mentionné sous les formes Reneville (1422); Hameau d'Erneville (1456) / Renneville (1456).
Dans le second, il faut avoir recours au germanique occidental Rainulf (Rainulfus) / Ranulf (Ranulfus), nom de personne fréquent dans la Normandie ducale (cf. Rainulf ou Ranulf Flambard par exemple) et issu d'un plus ancien Raginulf / Raginolf. Il n'existe aucune trace de l'élément -ulf / -olf étant donné le caractère assez tardif de la première attestation et, comme François de Beaurepaire l'a démontré par ailleurs, il a pu s'effacer complètement, ce qui ne doit cependant pas empêcher d'envisager l'hypothèse du nom de personne scandinave Hrani (vieux danois Rani / Rane) comme dans Ranby (Angleterre, Ranebi 1086).

## Politique et administration
| Période                                  | Période  | Identité         | Étiquette | Qualité           |
| ---------------------------------------- | -------- | ---------------- | --------- | ----------------- |
| 2001                                     | En cours | Gilles Vieillard | UMP-LR    | Chef d'entreprise |
| Les données manquantes sont à compléter. |          |                  |           |                   |

## Démographie
L'évolution du nombre d'habitants est connue à travers les recensements de la population effectués dans la commune depuis 1793. Pour les communes de moins de 10 000 habitants, une enquête de recensement portant sur toute la population est réalisée tous les cinq ans, les populations de référence des années intermédiaires étant quant à elles estimées par interpolation ou extrapolation. Pour la commune, le premier recensement exhaustif entrant dans le cadre du nouveau dispositif a été réalisé en 2006.

En 2022, la commune comptait 207 habitants, en évolution de +4,55 % par rapport à 2016 (Eure : −0,25 %, France hors Mayotte : +2,11 %).
| 1793 | 1800 | 1806 | 1821 | 1831 | 1836 | 1841 | 1851 | 1856 |
| ---- | ---- | ---- | ---- | ---- | ---- | ---- | ---- | ---- |
| 200  | 184  | 167  | 218  | 257  | 247  | 213  | 246  | 235  |

| 1861 | 1866 | 1872 | 1876 | 1881 | 1886 | 1891 | 1896 | 1901 |
| ---- | ---- | ---- | ---- | ---- | ---- | ---- | ---- | ---- |
| 214  | 217  | 195  | 179  | 174  | 167  | 154  | 176  | 150  |

| 1906 | 1911 | 1921 | 1926 | 1931 | 1936 | 1946 | 1954 | 1962 |
| ---- | ---- | ---- | ---- | ---- | ---- | ---- | ---- | ---- |
| 150  | 120  | 104  | 110  | 127  | 125  | 103  | 98   | 121  |

| 1968 | 1975 | 1982 | 1990 | 1999 | 2006 | 2011 | 2016 | 2021 |
| ---- | ---- | ---- | ---- | ---- | ---- | ---- | ---- | ---- |
| 110  | 117  | 150  | 200  | 201  | 240  | 205  | 198  | 199  |

| 2022 | - | - | - | - | - | - | - | - |
| ---- | - | - | - | - | - | - | - | - |
| 207  | - | - | - | - | - | - | - | - |

## Culture locale et patrimoine

### Lieux et monuments
- L'église Saint-Julien[26] est le principal monument du village. Elle faisait partie du patronage de l'abbaye Sainte-Catherine du Mont de Rouen au XIIIe siècle.
- Du hameau de Canteloup-le-Bocage sont mentionnés pour mémoire son château[27] et son église Saint-Étienne[28]

### Personnalités liées à la commune
- Jean-Claude Lebaube (1937-1977), coureur cycliste, 4e du Tour de France 1963 et 5e en 1965.